# NK Lipanjske zore Domanovići
NK Lipanjske zore je bivši hrvatski nogometni klub iz Domanovića kod Čapljine, BiH.
Osnovan je 1996. godine. Boja domaćeg dresa je plava, a gostujućeg bijela. Adresa je u Domanovićima. Ima samo seniorsku selekciju.
Nastupali su u županijskoj ligi HNŽ-a